# Buddy Boeheim
Jackson Thomas Boeheim, detto Buddy (Fayetteville, 11 novembre 1999), è un cestista statunitense, professionista nella NBA.

## Biografia
È il figlio dell'allenatore, membro della Naismith Hall of Fame, Jim Boeheim.

## Carriera
Dopo aver trascorso la carriera universitaria con i Syracuse Orange, nel 2022 si dichiara per il Draft NBA, non venendo tuttavia scelto; il 2 luglio viene firmato dai Detroit Pistons con un two-way contract.

## Statistiche

### NCAA
| Anno      | Squadra         | PG  | PT | MP   | TC%  | 3P%  | TL%  | RP  | AP  | PRP | SP  | PP   |
| --------- | --------------- | --- | -- | ---- | ---- | ---- | ---- | --- | --- | --- | --- | ---- |
| 2018-2019 | Syracuse Orange | 32  | 5  | 17,1 | 38,1 | 35,3 | 78,8 | 1,6 | 1,0 | 0,6 | 0,1 | 6,8  |
| 2019-2020 | Syracuse Orange | 32  | 32 | 35,6 | 40,7 | 36,9 | 71,4 | 1,9 | 2,2 | 1,1 | 0,2 | 15,3 |
| 2020-2021 | Syracuse Orange | 25  | 25 | 36,2 | 43,3 | 37,9 | 84,9 | 2,7 | 2,6 | 1,3 | 0,0 | 17,8 |
| 2021-2022 | Syracuse Orange | 32  | 32 | 38,0 | 40,6 | 34,1 | 88,4 | 3,4 | 3,1 | 1,5 | 0,1 | 19,2 |
| Carriera  | Carriera        | 121 | 94 | 31,5 | 41,0 | 36,1 | 82,7 | 2,4 | 2,2 | 1,1 | 0,1 | 14,6 |

#### Massimi in carriera
- Massimo di punti: 31 vs Virginia (11 marzo 2021)[4]
- Massimo di rimbalzi: 7 (2 volte)
- Massimo di assist: 8 vs Indiana (30 novembre 2021)
- Massimo di palle rubate: 5 (2 volte)
- Massimo di stoppate: 2 vs Florida State (15 febbraio 2020)
- Massimo di minuti giocati: 50 vs Indiana (30 novembre 2021)

### NBA

#### Regular Season
| Anno      | Squadra         | PG | PT | MP  | TC%  | 3P%  | TL%  | RP  | AP  | PRP | SP  | PP  |
| --------- | --------------- | -- | -- | --- | ---- | ---- | ---- | --- | --- | --- | --- | --- |
| 2022-2023 | Detroit Pistons | 10 | 0  | 9,0 | 18,5 | 16,0 | 100  | 0,6 | 0,4 | 0,2 | 0,0 | 1,6 |
| 2023-2024 | Detroit Pistons | 10 | 0  | 8,4 | 31,0 | 32,0 | 80,0 | 1,0 | 0,3 | 0,0 | 0,1 | 3,4 |
| Carriera  | Carriera        | 20 | 0  | 8,7 | 25,0 | 24,0 | 83,3 | 0,8 | 0,4 | 0,1 | 0,1 | 2,5 |

#### Massimi in carriera
- Massimo di punti: 13 vs New Orleans Pelicans (24 marzo 2024)[5]
- Massimo di rimbalzi: 3 (2 volte)
- Massimo di assist: 3 vs New Orleans Pelicans (24 marzo 2024)
- Massimo di palle rubate: 2 vs Indiana Pacers (13 marzo 2023)
- Massimo di stoppate: 1 vs New York Knicks (25 marzo 2024)
- Massimo di minuti giocati: 23 vs Washington Wizards (14 marzo 2023)